# クーリエ 過去を運ぶ男
『クーリエ 過去を運ぶ男』（クーリエ かこをはこぶおとこ、The Courier）は、2012年にアメリカ合衆国でビデオ発売されたアクション映画。
後に『クーリエ タイムリミット60HOURS』という邦題でソフト発売された。

## ストーリー
記憶を失った男がいた。男はどんな危険な仕事でもやってのける凄腕の「クーリエ（運び屋）」として今を生きていた。そんな男の前にFBI捜査官が現れ、ある依頼を持ちかけてくる。それは行方不明になっている凶悪犯「イーヴル・シヴル」の元へ、60時間以内に鍵がかかった鞄を届けるというものだった。早速クーリエは親友から紹介された謎の女アナと共にシヴルの行方を追うのだったが、行く先々で手掛かりとなる人物が殺害されていってしまう。

## キャスト
| 役名           | 俳優                           | 日本語吹替 |
| -------------- | ------------------------------ | ---------- |
| クーリエ       | ジェフリー・ディーン・モーガン | 土師孝也   |
| アナ           | ジョシー・ホー                 | 宇乃音亜季 |
| FBI捜査官      | ティル・シュヴァイガー         | 長島真祐   |
| ミセス・カポ   | リリ・テイラー                 | 大垣理香   |
| ミスター・カポ | ミゲル・フェラー               | 板取政明   |
| マックスウェル | ミッキー・ローク               | 安原義人   |